# Giuseppe Coppola
Giuseppe Coppola (Napoli, 21 agosto 1698 – Napoli, 8 agosto 1767) è stato un vescovo cattolico italiano.

## Biografia
Nato a Napoli nel 1698, fu ordinato sacerdote il 20 settembre 1721 ed entrò nella confederazione dell'oratorio di San Filippo Neri. Il 17 aprile 1742 fu scelto da Carlo III di Spagna come nuovo vescovo dell'Aquila e fu nominato in tale incarico il 25 maggio da papa Benedetto XIV; venne consacrato a Roma il 27 maggio dal cardinale Troiano Acquaviva d'Aragona, arcivescovo di Monreale, insieme a Bernard-Antoine Pizzella e Nicola de Simoni come co-consacranti. Nel 1748 degli scavi da lui ordinati nella chiesa di Sant'Eusanio Forconese riportarono alla luce le spoglie mortali di sant'Eusanio, morto nel III secolo. Il 1º dicembre 1749 venne trasferito, diventando vescovo di Castellammare di Stabia, e mantenne questo incarico fino alla morte, avvenuta nel 1767 a Napoli.

## Genealogia episcopale
La genealogia episcopale è:
- Cardinale Scipione Rebiba
- Cardinale Giulio Antonio Santori
- Cardinale Girolamo Bernerio, O.P.
- Arcivescovo Galeazzo Sanvitale
- Cardinale Ludovico Ludovisi
- Cardinale Luigi Caetani
- Cardinale Ulderico Carpegna
- Cardinale Paluzzo Paluzzi Altieri degli Albertoni
- Papa Benedetto XIII
- Cardinale Troiano Acquaviva d'Aragona
- Vescovo Giuseppe Coppola